# 부이퀘

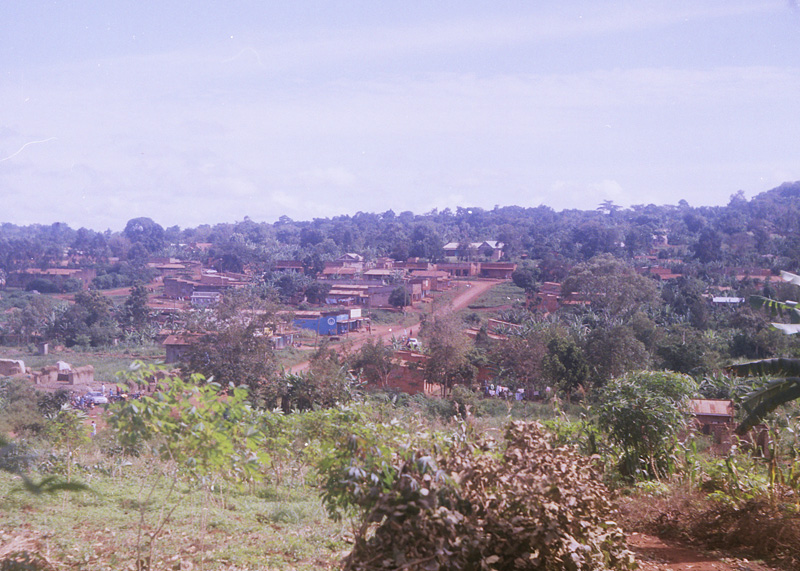

부이퀘(Buikwe)는 우간다 부이퀘구의 타운이다.

## 위치
우간다의 수도이자 최대 도시 캄팔라에서 동쪽으로 도로로 약 67킬로미터 지점 떨어진 곳에 위치해 있다. 이 위치는 주변의 큰 타운 루가지에서 남동쪽으로 도로로 약 11킬로미터 지점 떨어진 곳에 위치해 있다.

## 인구
| 연도    | 인구   | ±%     |
| ------- | ------ | ------ |
| 2014    | 16,633 | —      |
| 2015    | 16,800 | +1.0%  |
| 2020    | 18,500 | +10.1% |
| source: |        |        |